# Asterometra
Asterometra is een geslacht van haarsterren uit de familie Asterometridae.

## Soorten
- Asterometra anthus A.H. Clark, 1907
- Asterometra cristata A.H. Clark, 1911
- Asterometra longicirra (Carpenter, 1888)
- Asterometra macropoda (A.H. Clark, 1907)
- Asterometra mirifica A.H. Clark, 1909